# Bibiana Vaz
Bibiana Vaz de França, född cirka 1630, död 1694, även känd som Na Bibiana, var en afrikansk slavhandlare. 
Hon var en Lançados, dvs en afroportugis med kriston-mor och afroportugisisk far från Kap Verde. Hon gifte sig med Ambrosio Gomez, som då var känd som den rikaste mannen i Guinea. När hon blev änka 1679 övertog hon makens handelsföretag i strid med hans kusin.
Hon bedrev slavhandel från sin bas vid Cacheu i portugisiska Guinea. Hon agerade mellanhand mellan portugiserna och den inhemska befolkningen, något som var en vanlig roll för en medlem av den afroeuropeiska befolkningen vid denna tid och kunde vara enormt lukrativt och även politiskt inflytelserikt, då dessa mellanhänder användes inte enbart vid handelsförbindelser utan också som diplomatiska kontakter. Bibiana Vaz var en av de första berömda personerna av denna kategori och uppnådde en viktig regional maktställning. Att kvinnor kom att inta denna ställning blev vanligt efter Senhora Philippa "Dame Portugaise", som 1634 sades kontrollera handeln mellan Portugal och Guinea,   och dessa kvinnor kallades senora i Gambia, nhara i portugisiska Afrika och signares i Senegal.  Hon var samtida med den andra "Portugaise", som 1669 omtalades som sin namnes efterträdare, Senhora Catti, som 1685 var Wolof-kungens mellanhand, och Marie Mar, som 1682 var berömd för sin assistans till skeppsbrutna europeiska sjömän.   Bibiana Vaz är dock den mest berömda. 
När portugiserna år försökte förbjuda Vaz att handla med andra européer iscensatte hon och hennes bror en kupp i Cachun där de tillfångatog den portugisiske styresmannen och de facto styrde staden själva i 14 månader 1684-85, därmed etablerande en euroafrikansk republik.  I en berömd incident år 1687 blev Bibiana Vaz arresterad av portugiserna och fängslad i São Tiago (Santiago) på Cap Verde. Hon undslapp deportation till Portugal med hänvisning till att resan vore för ansträngande för hennes hälsa. Efter att de portugisiska myndigheterna utan framgång ha försökt konfiskera hennes egendom, som beskyddades av hennes kusin och afrikanska allierade, frigavs hon med amnesti sedan hon tvingats avge ett löfte att uppföra ett fort i Bolor vid Cacheufloden, ett löfte hon aldrig uppfyllde. 